# Miami International Autodrome
Miami International Autodrome är en motorsportsbana som ska inviga Miamis Grand Prix i säsongen 2022. Banan är byggd runt Hard Rock Stadium i Miami Gardens i Florida. Banan kommer att vara 5,41 kilometer lång och har 19 kurvor med en genomsnittlig hastighet på 223 km/h. Banan designades främst för Miamis Grand Prix.

## Historia
Banan har framkommit i förslag sedan oktober 2019 och upp till 75 olika banlayouts har tagits fram varav 36 har simulerats. Den 2 september 2021 döptes banan officiellt till Miami International Autodrome.